# Plouégat-Guérand
Plouégat-Guérand település Franciaországban, Finistère megyében. Lakosainak száma 1058 fő (2022. január 1.). Plouégat-Guérand Plestin-les-Grèves, Trémel, Guimaëc, Lanmeur és Plouigneau községekkel határos.

## Népesség
A település népességének változása:
| Lakosok száma | 815  | 784  | 925  | 1012 | 1110 | 1081 | 1067 | 1063 | 1061 | 1058 |
|               | 1968 | 1982 | 1990 | 2006 | 2013 | 2015 | 2017 | 2019 | 2020 | 2022 |